# Cryptanura nigripes
Cryptanura nigripes är en stekelart som beskrevs av Gaspard Auguste Brullé 1846. Cryptanura nigripes ingår i släktet Cryptanura och familjen brokparasitsteklar. Inga underarter finns listade i Catalogue of Life.